# Премия Ветлесена
Премия Ветлесена (англ. Vetlesen Prize) — премия в области геологии, присуждаемая совместно обсерваторией Земли Ламонта-Доэрти Колумбийского университета и Фондом Унгера Ветлесена. Премия рассматривается, как одна из высших наград в области геологических исследований и известна, как «Нобелевская премия по геологии».

## История
Унгер Ветлесен основал фонд, который носит его имя, незадолго до своей смерти в 1955 году.
Премия Ветлесена была учреждена в 1959 году и являлась попыткой установить эквивалент Нобелевской премии в области геофизики и геологии.
Премия присуждается за научные достижения, которые привели к более ясному пониманию Земли, её истории или её отношений со Вселенной. Премия присуждается в среднем один раз в два года, если жюри выберет в этот период хотя бы одного кандидата, удовлетворяющего критериям. В 2020 году премия была присуждена французскому океанографу и геодезисту Анни Казенав.

## Лауреаты
Лауреатами премии в разные годы стали:
- 2023 - David L. Kohlstedt,
- 2020 - Казенав, Анни,
- 2017 — Марк Кейн,
- 2017 — Джордж Филандер,
- 2015 — Роберт Стивен Джон Спаркс,
- 2012 — Сьюзан Соломон,
- 2012 — Жан Жузель,
- 2008 — Уолтер Альварес,
- 2004 — Сэр Николас Шеклтон,
- 2004 — Уильям Ричард Пелтье,
- 2000 — Уильям Джейсон Морган,
- 2000 — Уолтер Питман,
- 2000 — Линн Сайкс,
- 1996 — Роберт Эрл Дикинсон,
- 1996 — Джон Имбри,
- 1993 — Уолтер Манк,
- 1987 — Уоллес Смит Брокер,
- 1987 — Хармон Крэйг,
- 1981 — Марион Кинг Хабберт,
- 1978 — Дж. Тузо Уилсон,
- 1974 — Хаим Лейб Пекерис,
- 1973 — Уильям Альфред Фаулер,
- 1970 — Аллан В. Кокс,
- 1970 — Ричард Доэлл,
- 1970 — Кит Ранкорн,
- 1968 — Фрэнсис Берч,
- 1968 — Сэр Эдвард Буллард,
- 1966 — Ян Хендрик Оорт,
- 1964 — Пентти Эскола,
- 1964 — Артур Холмс,
- 1962 — Сэр Гарольд Джеффрис,
- 1962 — Феликс Андриес Венинг-Майнес,
- 1960 — Морис Юинг,